# Añes
Cet article possède un paronyme, voir Anès.
Añes est une commune ou contrée de la municipalité d'Ayala dans la province d'Alava dans la Communauté autonome basque (en Espagne).